# ألبرت إليس (لاعب كرة قدم)
ألبرت إليس (بالإنجليزية: Albert Ellis)‏ (1 يناير 1889 بمانشستر في المملكة المتحدة - 1 يناير 1961 بمانشستر في المملكة المتحدة) هو لاعب كرة قدم بريطاني (وحمل سابقاً جنسية المملكة المتحدة لبريطانيا العظمى وأيرلندا) في مركز الهجوم. لعب مع ستوك سيتي ونادي ويتون ألبيون.